# Estonia la Concursul Muzical Eurovision
Estonia a debutat la Concursul Muzical Eurovision în anul 1994. Aceasta ar fi participat în anul 1993, dar nu s-a calificat pentru finală. Prima participare nu a fost un succes, terminând penultima. Estonia a trebuit să mai aștepte un an, astfel, la concursul din anul 1996, țara a terminat pe locul 5 cu 94 puncte.
Estonia a câștigat pentru prima oară concursul în 2001, la Copenhaga, când Tanel Padar și Dave Benton, cu piesa "Everybody", au acumulat 198 de puncte.

## Participări

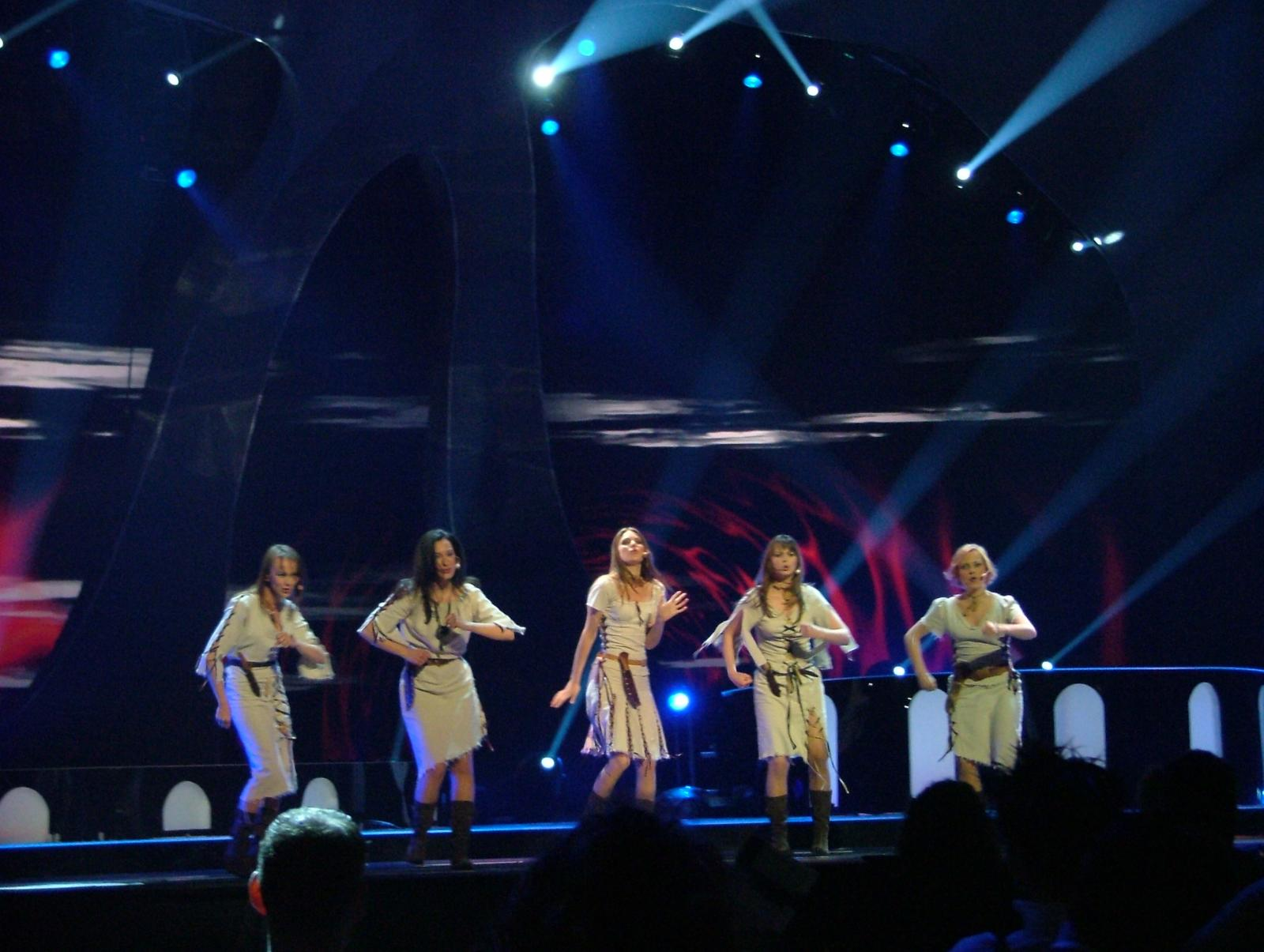
Neiokõsõ la Istanbul (2004)

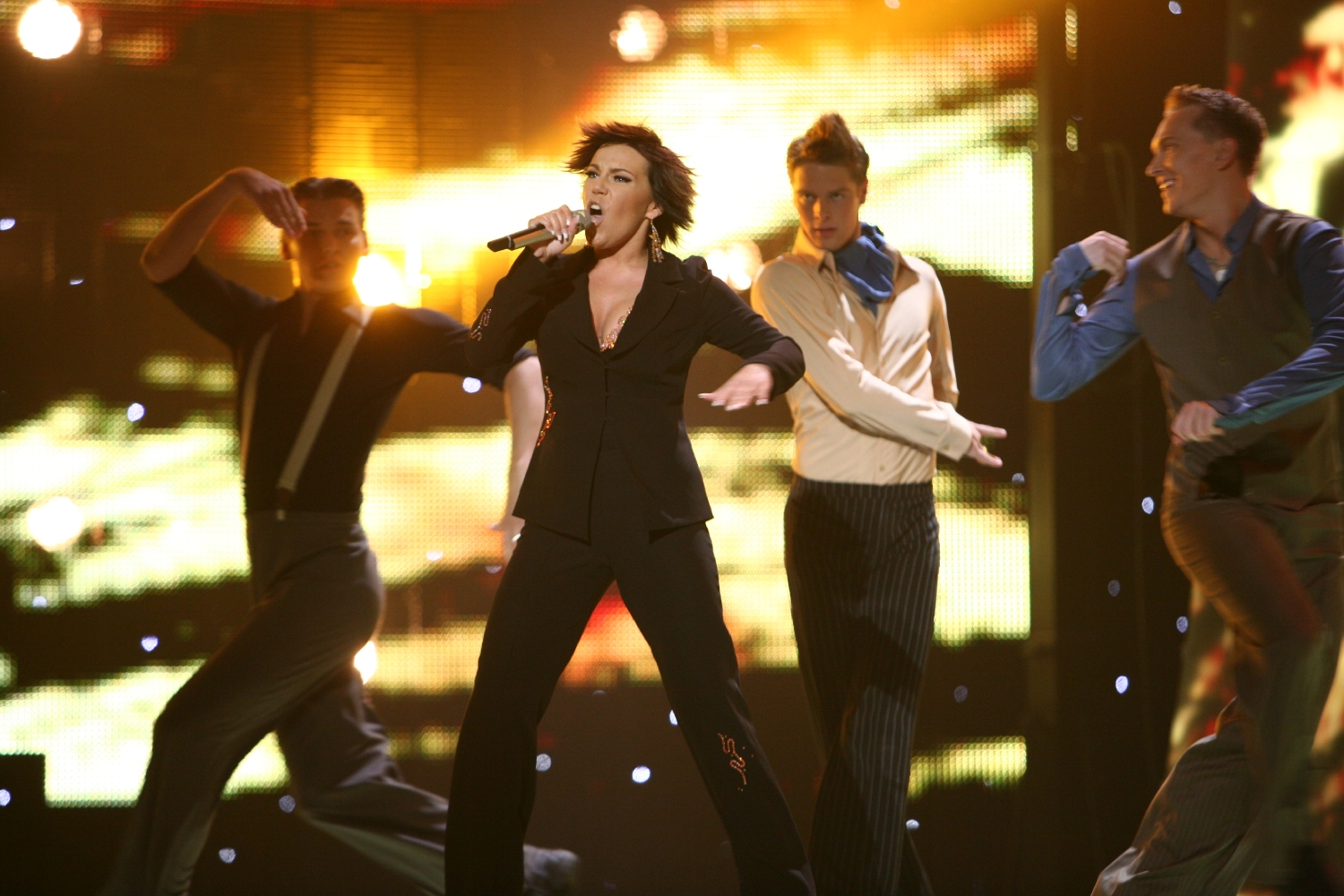
Gerli Padar la Helsinki (2007)

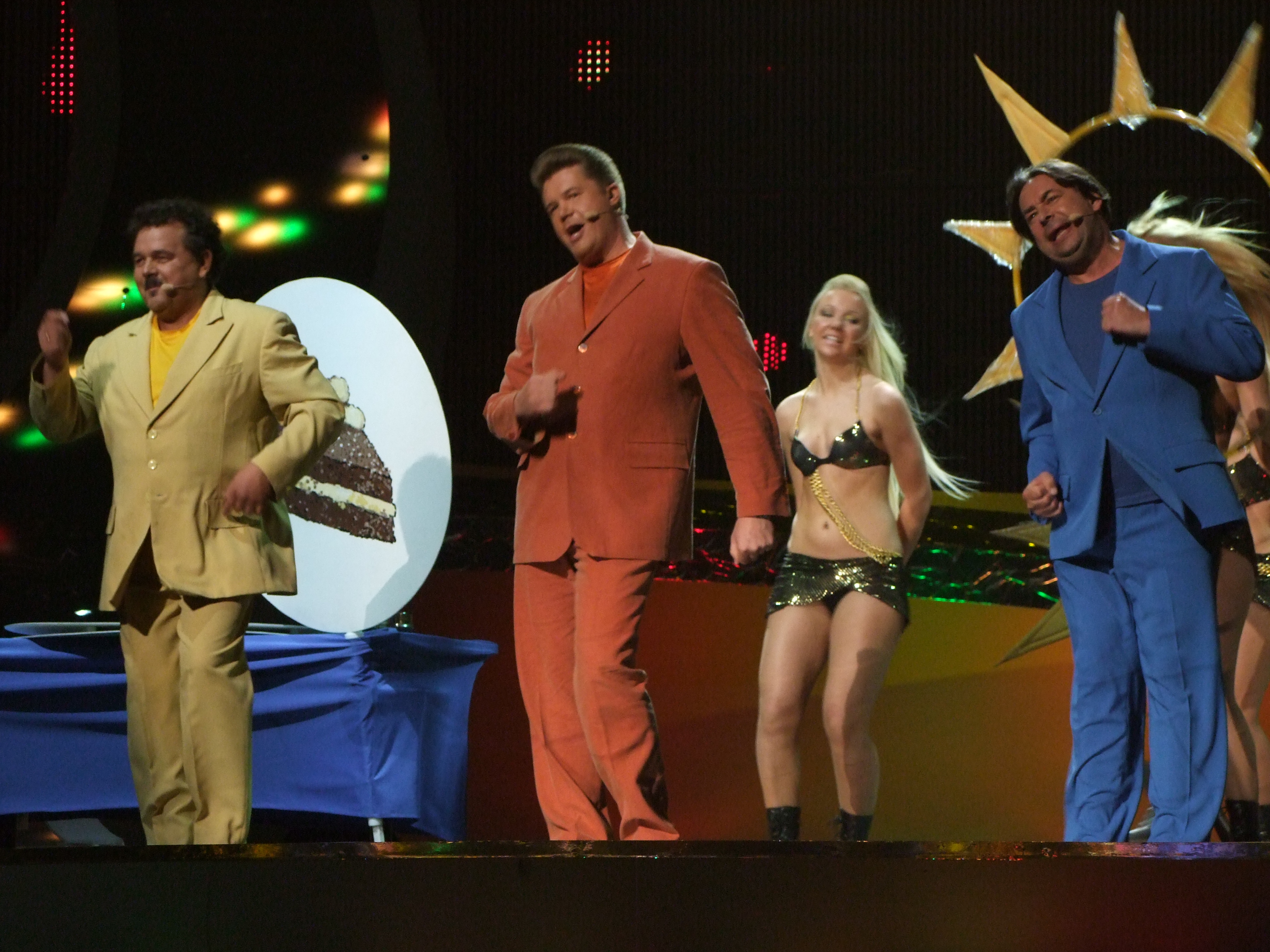
Kreisiraadio la Belgrad (2008)

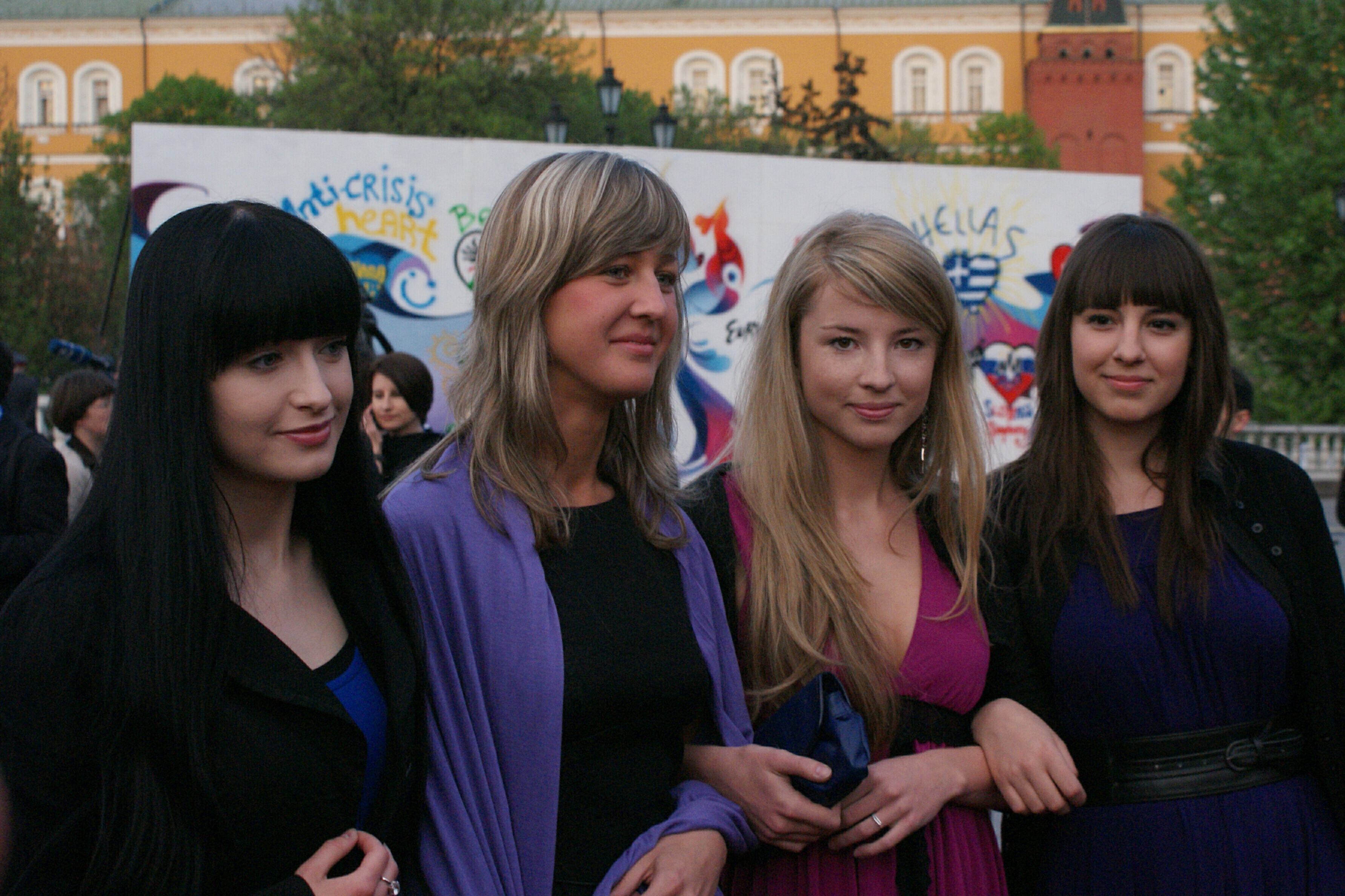
Urban Symphony la Moscova (2009)

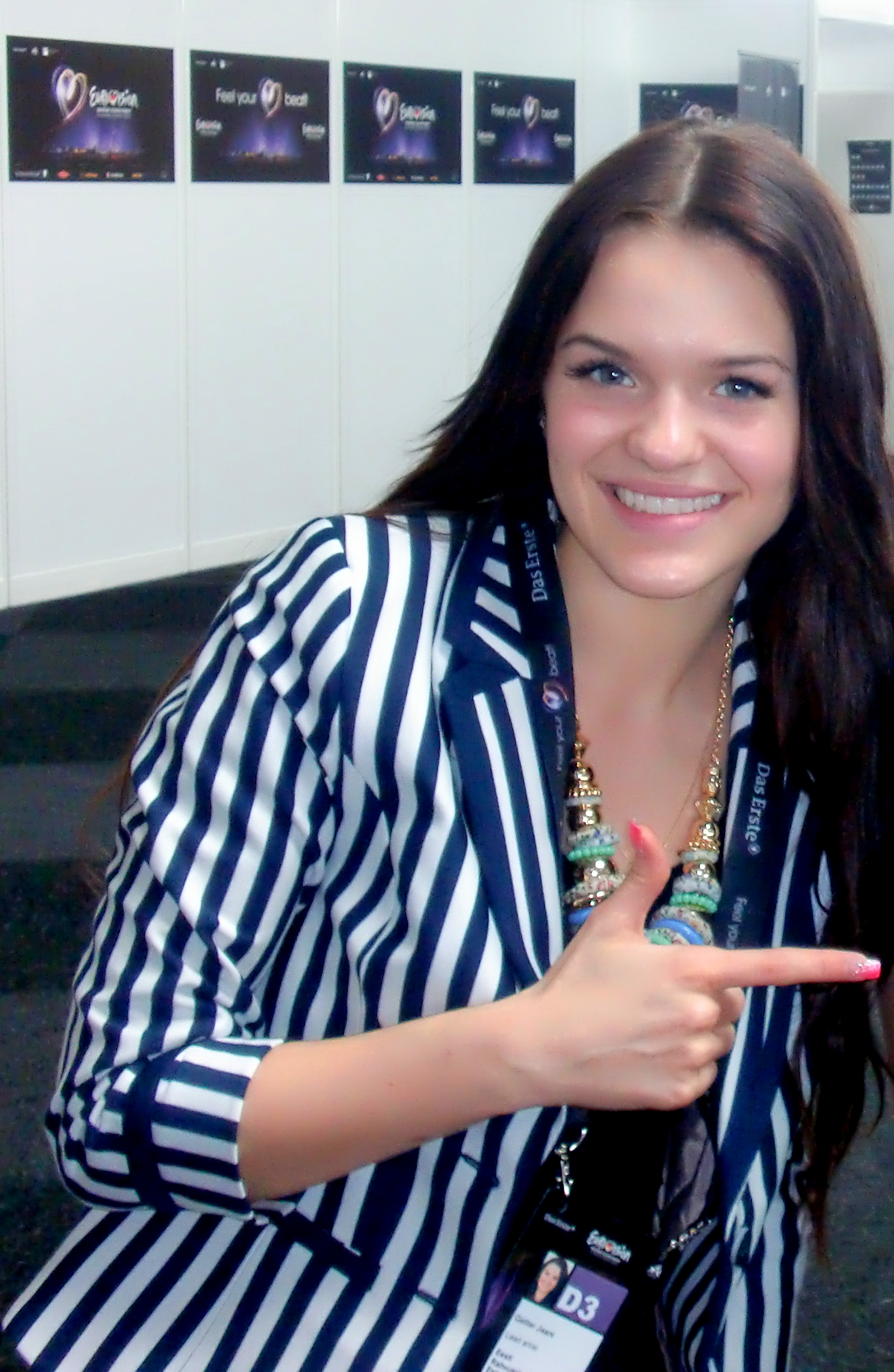
Getter Jaani la Düsseldorf (2011)

| An   | Gazda      | Artist                       | Titlu                                                | Finală | Puncte | Semi   | Puncte |
| ---- | ---------- | ---------------------------- | ---------------------------------------------------- | ------ | ------ | ------ | ------ |
| 1994 | Dublin     | Silvi Vrait                  | „Nagu Merelaine”                                     | 24     | 2      |        |        |
| 1996 | Oslo       | Maarja-Liis Ilus & Ivo Linna | „Kaelakee hääl”                                      | 5      | 94     |        |        |
| 1997 | Dublin     | Maarja Liis-Ilus             | „Keelatud maa”                                       | 8      | 82     |        |        |
| 1998 | Birmingham | Koit Toome                   | „Mere lapsed”                                        | 12     | 36     |        |        |
| 1999 | Ierusalim  | Evelin Samuel & Camille      | „Diamond of night”                                   | 6      | 90     |        |        |
| 2000 | Stockholm  | Eda-Ines Etti                | „Once In a lifetime”                                 | 4      | 98     |        |        |
| 2001 | Copenhaga  | Tanel Padar & Dave Benton    | Everybody                                            | 1      | 198    |        |        |
| 2002 | Tallinn    | Sahlene                      | „Runaway”                                            | 3      | 111    |        |        |
| 2003 | Riga       | Ruffus                       | Eighties coming back                                 | 21     | 14     |        |        |
| 2004 | Istanbul   | Neiokõsõ                     | „Tii”                                                | X      | X      | 11     | 57     |
| 2005 | Kiev       | Suntribe                     | „Let's get loud”                                     | X      | X      | 20     | 31     |
| 2006 | Atena      | Sandra Oxenryd               | „Through my window”                                  | X      | X      | 18     | 28     |
| 2007 | Helsinki   | Gerli Padar                  | „Partners in crime”                                  | X      | X      | 22     | 33     |
| 2008 | Belgrad    | Kreisiraadio                 | „Leto svet”                                          | X      | X      | 18     | 8      |
| 2009 | Moscova    | Urban Symphony               | „Rändajad”                                           | 6      | 129    | 3      | 115    |
| 2010 | Oslo       | Malcolm Lincoln              | „Siren”                                              | X      | X      | 14     | 39     |
| 2011 | Düsseldorf | Getter Jaani                 | „Rockefeller Street”                                 | 24     | 44     | 9      | 60     |
| 2012 | Baku       | Ott Lepland                  | „Kuula”                                              | 6      | 120    | 4      | 100    |
| 2013 | Malmö      | Birgit Õigemeel              | "Et uus saaks alguse"                                | 20     | 19     | 10     | 52     |
| 2014 | Copenhaga  | Tanja                        | "Amazing"                                            | X      | X      | 12     | 36     |
| 2015 | Viena      | Stig Rasta & Elina Born      | "Goodbye To Yesterday"                               | 7      | 106    | 3      | 105    |
| 2016 | Stockholm  | Jüri Pootsmann               | "Play"                                               | X      | X      | 18     | 24     |
| 2017 | Kiev       | Koit Toome & Laura           | "Verona"                                             | X      | X      | 14     | 85     |
| 2018 | Lisabona   | Elina Nechayeva              | "La forza"                                           | 8      | 245    | 5      | 201    |
| 2019 | Tel Aviv   | Victor Crone                 | "Storm"                                              | 20     | 76     | 4      | 198    |
| 2020 | Rotterdam  | Uku Suviste                  | "What Love Is"                                       | Anulat | Anulat | Anulat | Anulat |
| 2021 | Rotterdam  | Uku Suviste                  | "The Lucky One"                                      | X      | X      | 13     | 58     |
| 2022 | Torino     | Stefan                       | "Hope"                                               | 13     | 141    | 5      | 209    |
| 2023 | Liverpool  | Alika                        | "Bridges"                                            | 8      | 168    | 10     | 74     |
| 2024 | Malmö      | 5miinust și Puuluup          | "(Nendest) narkootikumidest ei tea me (küll) midagi" | 20     | 37     | 6      | 79     |
| 2025 | Basel      | Tommy Cash                   | "Espresso Macchiato"                                 | 3      | 356    | 5      | 113    |

## Gazdă
| An   | Oraș    | Locație       | Prezentatori                  |
| ---- | ------- | ------------- | ----------------------------- |
| 2002 | Tallinn | Saku Suurhall | Annely Peebo și Marko Matvere |